# Abakar Moussa Kalle
 (mars 2025).
Abakar Moussa Kalle est un entraîneur de football tchadien atteint de la poliomyélite depuis l'enfance.

## Biographie
À l'âge de 3 ans, Abakar Moussa Kalle est atteint par la poliomyélite. Malgré les errances de sa mère dans plusieurs centres de santé à la quête des soins pour son fils, il devient handicapé. C'est ce qui l'empêche de réaliser son rêve d'être un footballeur professionnel, il choisit alors de devenir sélectionneur 
pour encadrer les jeunes à réaliser leurs rêves,.
Il commence sa carrière d'entraîneur en 2008 avec  cinq enfants de son quartier sur une ruelle de la capitale tchadienne. Il a  comme équipement sportif  qu’un seul ballon, un piquet en bois et trois poulots. Il est autodidacte mais  a postulé à des formations de recyclage pour avoir la licence C d’entraîneurs de la Confédération africaine de football et sa candidature  n'est jamais retenue. Il conclut que  c’est une discrimination à cause de son handicap. Il est l'entraîneur du centre  de football Eclipse Tangou depuis 2015,.